# Гезельгер
Гезельгер (нім. Häselgehr) —  громада округу Ройтте у землі Тіроль, Австрія.
Гезельгер лежить на висоті 1006 м над рівнем моря і займає площу 50,6 км². Громада налічує 667 мешканців.
Густота населення 13/км².
|                                    |
| Гезельгер на мапі округу та землі. |

 Адреса управління громади: , 6651 Häselgehr.